# Le Pin-au-Haras
Le Pin-au-Haras és un municipi francès situat al departament de l'Orne i a la regió de Normandia. L'any 2007 tenia 357 habitants.

## Demografia

### Població
El 2007 la població de fet de Le Pin-au-Haras era de 357 persones. Hi havia 130 famílies de les quals 24 eren unipersonals (4 homes vivint sols i 20 dones vivint soles), 49 parelles sense fills, 45 parelles amb fills i 12 famílies monoparentals amb fills.
La població ha evolucionat segons el següent gràfic:
Habitants censats

### Habitatges
El 2007 hi havia 165 habitatges, 131 eren l'habitatge principal de la família, 19 eren segones residències i 15 estaven desocupats. 139 eren cases i 24 eren apartaments. Dels 131 habitatges principals, 101 estaven ocupats pels seus propietaris, 26 estaven llogats i ocupats pels llogaters i 3 estaven cedits a títol gratuït; 4 tenien dues cambres, 14 en tenien tres, 31 en tenien quatre i 81 en tenien cinc o més. 100 habitatges disposaven pel capbaix d'una plaça de pàrquing. A 52 habitatges hi havia un automòbil i a 76 n'hi havia dos o més.

### Piràmide de població
La piràmide de població per edats i sexe el 2009 era:
| Homes | Edats   | Dones |
| ----- | ------- | ----- |
| 0     | 95 o +  | 0     |
| 1     | 90 a 94 | 1     |
| 3     | 85 a 89 | 2     |
| 1     | 80 a 84 | 1     |
| 2     | 75 a 79 | 4     |
| 5     | 70 a 74 | 5     |
| 5     | 65 a 69 | 5     |
| 11    | 60 a 64 | 6     |
| 10    | 55 a 59 | 12    |
| 21    | 50 a 54 | 13    |
| 13    | 45 a 49 | 15    |
| 21    | 40 a 44 | 18    |
| 12    | 35 a 39 | 16    |
| 11    | 30 a 34 | 9     |
| 6     | 25 a 29 | 10    |
| 14    | 20 a 24 | 8     |
| 20    | 15 a 19 | 25    |
| 12    | 10 a 14 | 14    |
| 15    | 5 a 9   | 9     |
| 6     | 0 a 4   | 4     |

## Economia
El 2007 la població en edat de treballar era de 244 persones, 180 eren actives i 64 eren inactives. De les 180 persones actives 166 estaven ocupades (90 homes i 76 dones) i 13 estaven aturades (6 homes i 7 dones). De les 64 persones inactives 18 estaven jubilades, 30 estaven estudiant i 16 estaven classificades com a «altres inactius».

### Ingressos
El 2009 a Le Pin-au-Haras hi havia 128 unitats fiscals que integraven 321 persones, la mediana anual d'ingressos fiscals per persona era de 16.822 €.

### Activitats econòmiques
Dels 8 establiments que hi havia el 2007, 1 era d'una empresa extractiva, 1 d'una empresa de fabricació d'altres productes industrials, 1 d'una empresa de comerç i reparació d'automòbils, 1 d'una empresa d'hostatgeria i restauració, 1 d'una empresa immobiliària, 2 d'empreses de serveis i 1 d'una entitat de l'administració pública.
L'únic servei als particulars que hi havia el 2009 era un restaurant.
L'any 2000 a Le Pin-au-Haras hi havia 14 explotacions agrícoles que ocupaven un total de 555 hectàrees.

## Poblacions més properes
El següent diagrama mostra les poblacions més properes.